# Nikolai Walerjewitsch Bolschakow
Nikolai Walerjewitsch Bolschakow (russisch Николай Валерьевич Большаков; * 11. Mai 1977 in Tschernogorsk, Chakassien) ist ein ehemaliger russischer Skilangläufer.

## Werdegang
Bolschakow trat international erstmals im Februar 1997 bei den Nordischen Junioren-Skiweltmeisterschaften in Canmore in Erscheinung. Dort gewann er die Silbermedaille über 10 km klassisch und mit der Staffel. Sein erstes Weltcuprennen lief er im Januar 1998 in Kavgolovo und belegte dabei den 40. Platz über 30 km Freistil. Zu Beginn der Saison 1999/2000 holte er in Sappada mit dem 12. Platz über 15 km Freistil seine ersten Weltcuppunkte. Im weiteren Saisonverlauf kam er mit dem zehnten Platz über 10 km Freistil in Ulrichen erstmals unter den ersten Zehn im Weltcup. Die Saison beendete er auf dem 45. Platz im Gesamtweltcup. Dies war seine beste Gesamtplatzierung im Weltcup. Bei den Nordischen Skiweltmeisterschaften 2001 in Lahti belegte er den 35. Platz im Sprint und den 29. Rang im 20-km-Verfolgungsrennen. Zu Beginn der Saison 2001/02 erreichte er in Kuopio mit dem dritten Platz in der Staffel seine erste Podestplatzierung im Weltcup. Beim Weltcup in Davos kam er mit dem zweiten Rang in der Staffel erneut aufs Podest. Im Einzel erreichte er in Brusson mit dem fünften Platz über 15 km Freistil sein bestes Einzelresultat im Weltcup. Beim Saisonhöhepunkt den Olympischen Winterspielen 2002 in Salt Lake City errang er den siebten Platz im 30-km-Massenstartrennen und den sechsten Platz mit der Staffel. In der folgenden Saison erreichte er bei sechs Weltcupteilnahmen im Einzel, zweimal unter den ersten Zehn. Der fünfte Platz über 10 km Freistil in Kiruna war dabei sein bestes Ergebnis. In den folgenden Jahren nahm er nur an wenigen Weltcups teil. Seinen größten Erfolg hatte er bei den Nordischen Skiweltmeisterschaften 2005 in Oberstdorf. Dort gewann er Bronze mit der Staffel. Zudem belegte er den 12. Platz über 15 km Freistil. Sein letztes internationales Rennen lief er im November 2007 beim Eastern-Europe-Cup in Werschina Tjoi und errang dabei den 38. Platz über 10 km Freistil und den 32. Platz über 10 km klassisch.
Bolschakow nahm an 44 Weltcupeinzelrennen teil und kam dabei 18-mal in die Punkteränge und fünfmal unter den ersten Zehn.

## Teilnahmen an Weltmeisterschaften und Olympischen Winterspielen

### Olympische Spiele
- 2002 Salt Lake City: 6. Platz Staffel, 7. Platz 30 km Freistil Massenstart

### Nordische Skiweltmeisterschaften
- 2001 Lahti: 29. Platz 20 km Verfolgung, 35. Platz Sprint Freistil
- 2005 Oberstdorf: 3. Platz Staffel, 12. Platz 15 km Freistil

## Platzierungen im Weltcup

### Weltcup-Statistik
Die Tabelle zeigt die erreichten Platzierungen im Einzelnen.
- 1.–3. Platz: Anzahl der Podiumsplatzierungen
- Top 10: Anzahl der Platzierungen unter den ersten zehn
- Punkteränge: Anzahl der Platzierungen innerhalb der Punkteränge
- Starts: Anzahl gelaufener Rennen in der jeweiligen Disziplin
- Hinweis: Bei den Distanzrennen erfolgt die Einordnung gemäß FIS.

| Platzierung         | Distanzrennen a | Distanzrennen a | Distanzrennen a | Distanzrennen a | Distanzrennen a | Skiathlon Verfolgung | Sprint | Etappen- rennen b | Gesamt | Team c | Team c  |
| Platzierung         | ≤ 5 km          | ≤ 10 km         | ≤ 15 km         | ≤ 30 km         | > 30 km         | Skiathlon Verfolgung | Sprint | Etappen- rennen b | Gesamt | Sprint | Staffel |
| ------------------- | --------------- | --------------- | --------------- | --------------- | --------------- | -------------------- | ------ | ----------------- | ------ | ------ | ------- |
| 1. Platz            |                 |                 |                 |                 |                 |                      |        |                   |        |        |         |
| 2. Platz            |                 |                 |                 |                 |                 |                      |        |                   |        |        | 1       |
| 3. Platz            |                 |                 |                 |                 |                 |                      |        |                   |        |        | 1       |
| Top 10              |                 | 2               | 3               |                 |                 |                      |        |                   | 5      | 1      | 5       |
| Punkteränge         |                 | 5               | 6               | 2               | 2               | 6                    |        |                   | 21     | 1      | 5       |
| Starts              |                 | 11              | 11              | 8               | 4               | 9                    | 8      |                   | 51     | 1      | 5       |
| Stand: Karriereende |                 |                 |                 |                 |                 |                      |        |                   |        |        |         |

### Weltcup-Gesamtplatzierungen
| Saison    | Gesamt | Gesamt | Distanz | Distanz     |
| Saison    | Punkte | Platz  | Punkte  | Platz       |
| --------- | ------ | ------ | ------- | ----------- |
| 1999/2000 | 108    | 45.    | 17 91   | 44. 1 30. 2 |
| 2000/01   | 20     | 88.    | –       | -           |
| 2001/02   | 102    | 49.    | –       | -           |
| 2002/03   | 88     | 47.    | –       | -           |
| 2003/04   | –      | –      | –       | -           |
| 2004/05   | 9      | 125.   | 9       | 81.         |